# یواس‌اس کیروین (ای‌پی‌دی-۹۰)
یواس‌اس کیروین (ای‌پی‌دی-۹۰) (به انگلیسی: USS Kirwin (APD-90)) یک کشتی بود که طول آن ۳۰۶ فوت (۹۳ متر) بود. این کشتی در سال ۱۹۴۴ ساخته شد.